# Royal Excelsior Mouscron
Ne pas confondre avec le Royal Excel Mouscron, nouveau club mouscronois.
Pour les articles homonymes, voir Excelsior.
Maillots
Dernière mise à jour : 10 janvier 2013.
Le Royal Excelsior Mouscron était un club belge de football fondé en 1922. Le club, qui évoluait dans le Championnat de Belgique de football 2009-2010, a connu de gros problèmes financiers. Le club disparait officiellement de la division 1 le 28 décembre 2009 à la suite d'un troisième forfait de l'équipe première. Ce même jour, les joueurs de l'Excelsior sont libres de tout contrat.
Le matricule 224 fut ensuite radié par l'URBSFA. 
Le 11 mars 2010, après plusieurs semaines de négociations, deux conventions furent signées entre les responsables mouscronnois et les dirigeants du RRC Péruwelz. Ce club déménagea de Péruwelz vers le stade du Canonnier de Mouscron et y termina la saison 2010-2011. Il n'y eut pas fusion entre les deux matricules, celui de l'ancien Excelsior ayant été radié. Le nouveau club rebaptisé Royal Mouscron-Péruwelz, puis Royal Excel Mouscron, évolue en Division 1 depuis la saison 2014-2015.

## Repères chronologiques
- 1922 : fondation en 1922 de ASSOCIATION ATHLETIQUE MOUSCRONNOISE et affiliation à l'Union Royale Belge des Sociétés de Football Association (URBSFA) le 17/06/1922 - fondation le 22/09/1922 de STADE MOUSCRONNOIS
- 1925 : affiliation à l'URBSFA de STADE MOUSCRONNOIS le 12/05/1925
- 1926 : l'ASSOCIATION ATHLETIQUE MOUSCRONNOISE reçoit le numéro matricule 224, le STADE MOUSCRONNOIS le 508
- 1936-1937 : Marcel BELAEN, Secrétaire de l'ASSOCIATION ATHLETIQUE MOUSCRONNOISE (224) signale à l'URBSFA « qu'il n'y eut aucune fusion en 1936, comme je le croyais, mais qu'il y eut absorption (sic) en 36-37 d'un club dissident » (note[3] : il semble qu'il s'agissait d'un club de la Fédération Ouvrière, association parapolitique rivale de l'URBSFA)
- 1951 : après l'obtention du titre de Société Royale le 24/04/1951, changement de dénomination de l'ASSOCIATION ATHLETIQUE MOUSCRONNOISE (224) en ASSOCIATION ROYALE ATHLETIQUE MOUSCRONNOISE (224) le 04/07/1951 - après l'obtention du titre de Société Royale le 13/04/1951, changement de dénomination du STADE MOUSCRONNOIS (508) en ROYAL STADE MOUSCRONNOIS (508) en 1951
- 1964 : fusion le 01/07/1964 de ASSOCIATION ROYALE ATHLETIQUE MOUSCRONNOISE (224) et ROYAL STADE MOUSCRONNOIS (508) pour former EXCELSIOR MOUSCRON (224) - changement de dénomination le 31/08/1964 de EXCELSIOR MOUSCRON (224) en ROYAL EXCELSIOR MOUSCRON (224)
- 1976 : fondation de RAPID CLUB LUINGNOIS et affiliation à l'URBSFA le 03/02/1976; le club reçoit le numéro matricule 8440 - changement de dénomination le 06/04/1976 de RAPID CLUB LUINGNOIS (8440) en ASSOCIATION ATHLETIQUE RAPID CLUB MOUSCRONNOIS (8440)
- 1990 : fusion le 01/07/1990 de ROYAL EXCELSIOR MOUSCRON (224) et ASSOCIATION ATHLETIQUE RAPID CLUB MOUSCRONNOIS (8440) pour former ROYAL EXCELSIOR MOUSCRON (224)

## Histoire

### Montée en D1 et qualification européenne
Promu en D1 à l'été 1996 ; Mouscron fait la course en tête à la surprise générale, emmené par son duo d'attaque : les frères Mpenza. Le club termine la saison à la 3e place du classement final, et se qualifie pour la Coupe UEFA. Il a joué ses matches européens à domicile au Stadium Nord de Villeneuve-d'Ascq (France),. L'Excel sort les Chypriotes de Apollon Limassol Football Club lors de leur entrée en lice (0-0, 3-0), puis chute contre le FC Metz au tour suivant (0-2, 1-4).
La saison de la confirmation est plus compliquée pour l'Excel, qui termine à la 10e place. Les saisons suivantes sont plus fructueuses avec deux saisons terminées à la 4e place (1999 et 2000), mais le club ne participe néanmoins pas aux rencontres de la Coupe Intertoto. L'équipe fait rénover son stade du Canonnier en 1999. Il faut attendre 2002 pour revoir le club hennuyer se qualifier à nouveau pour la Coupe UEFA, à la faveur d'une finale de coupe de Belgique perdue face à Bruges (3-1). Après une entrée en matière convaincante face à Fylkyr (1-1, 3-1), l'Excelsior est balayé au Slavia Prague (2-2, 1-5). 
Depuis 1997-98, le club était pourvu d'un centre de formation : le Futurosport. Il alimentait régulièrement l'équipe première en jeunes joueurs.
Le club a fêté en juin 2006 ses 10 ans de D1, après s'être mêlé pour la deuxième saison de suite à la lutte pour le maintien. 

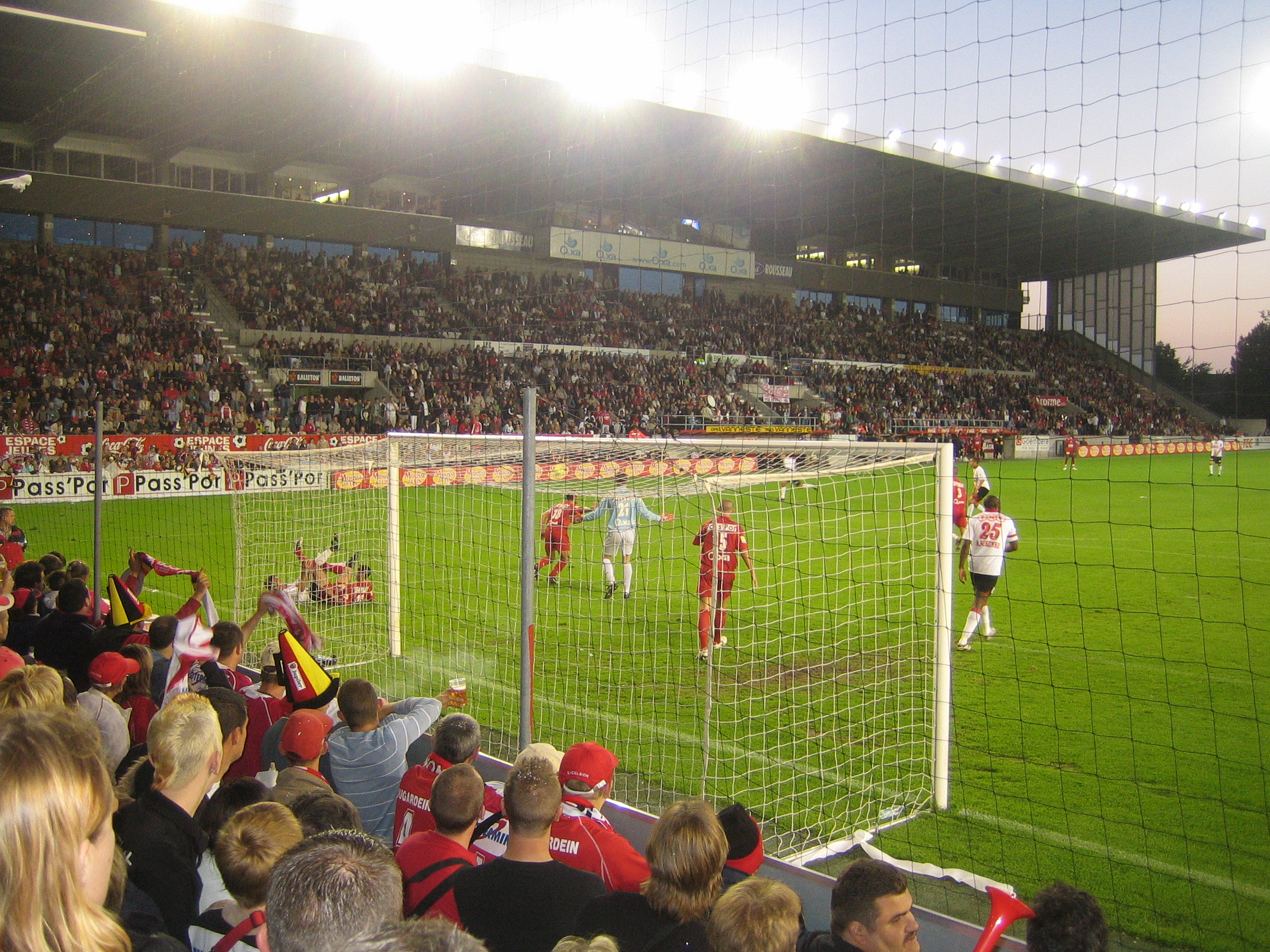
Match contre Standard de Liège au Canonnier, 2007.

À la suite de la démission d'Edward Van Daele le 5 décembre 2006, le club est présidé par Francis D'Haese. Ce dernier est alors remplacé le 17 avril 2007 par Philippe Dufermont, homme d'affaires établi en Espagne et mouscronnois d'origine qui a confié la direction du club à son bras droit Benoît Roul. Dans le courant de la saison 2008-2009, l'Excelsior Mouscron connaît des moments difficiles. Alors que sportivement la compétition a bien débuté, les soucis d'argent s'accumulent. Philippe Dufermont doit mettre la main à la poche pour aider son club. Des repreneurs se manifestent mais une décision tarde à venir. Le matricule 224 obtient sa licence avec un sursis. Finalement, toujours grâce au travail de leur président, une solution financière est temporairement trouvée. Le club survit et peut poursuivre sa route en Division I, mais il termine systématiquement la saison dans la colonne de droite.

### Fin de parcours du matricule 224
Le 27 octobre 2009, à la suite de la constatation de non-paiement des dettes, l'équipe voit sa licence retirée par la fédération belge et par l'UEFA. L'équipe a décidé de faire appel de cette décision. Le verdict rendu est favorable au club. Si la peine avait été confirmée, l'équipe aurait alors été disqualifiée du championnat et ses points retirés. Le 4 décembre, l'AGE du club vote sa mise en liquidation volontaire, le club est officiellement en liquidation judiciaire le 22 décembre et cesse ses activités. À partir de cette date, l'Excelsior ne dispute plus de match en division 1. Un projet de fusion avec Peruwelz est à l'étude pour pouvoir redémarrer en division 3 la saison suivante. Le 28 décembre 2009, le Royal Excelsior Mouscron déclare forfait général. Le club ne jouera pas en championnat à Westerlo et ce troisième forfait entraînera un forfait général. Une réunion s'est tenue avec les joueurs et les employés. Les C4 seront délivrés avant la fin du mois, le 31 décembre. Avec l'accord des liquidateurs et de l'Union belge, les équipes de jeunes et les réserves terminent leur championnat. 
En juin 2010, le matricule 224 est radié par l'Union belge ; le matricule 216 du ROYAL RACING CLUB PERUWELZ est repris par la SCRLFS « Futurotop W.P. ». En 2010-2011, à la suite de la perte de 24 points pour une erreur administrative, le club évoluera en promotion sous la dénomination ROYAL MOUSCRON-PERUWELZ. Les jeunes évolueront en « nationale A » et dans les séries provinciales.

## Résultats dans les divisions nationales
Statistiques clôturées, club disparu

### Palmarès
- 1 fois champion de Belgique de Division 3 en 1991.
- 1 fois champion de Belgique de Promotion en 1990.

### Bilan
| Niv | Divisions     | Jouées | Titres | TM Up | TM Down |
| --- | ------------- | ------ | ------ | ----- | ------- |
| I   | 1re nationale | 14     | 0      |       |         |
| II  | 2e nationale  | 5      | 0      | 3     |         |
| III | 3e nationale  | 9      | 1      |       |         |
| IV  | 4e nationale  | 15     | 1      |       |         |
| V   | 5e nationale  | 0      | 0      |       |         |
|     |               |        |        |       |         |
|     | TOTAUX        | 43     | 2      | 3     | 0       |

- TM Up : test-match pour départager des égalités, ou toutes formes de Barrages ou de Tour final pour une montée éventuelle.
- TM Down : test-match pour départager des égalités, ou toutes formes de Barrages ou de Tour final pour le maintien.

### Classements
| Ordre               | Saison  | Nom du club                                               | Niveau                                                    | Classement final                                          | Remarques                                                 |
| ------------------- | ------- | --------------------------------------------------------- | --------------------------------------------------------- | --------------------------------------------------------- | --------------------------------------------------------- |
| 1                   | 1964-65 | R. Excelsior Mouscron                                     | Division 3 série A                                        | 12e/16                                                    |                                                           |
| 2                   | 1965-66 | R. Excelsior Mouscron                                     | Division 3 série B                                        | 5e/16                                                     |                                                           |
| 3                   | 1966-67 | R. Excelsior Mouscron                                     | Division 3 série A                                        | 10e/16                                                    |                                                           |
| 4                   | 1967-68 | R. Excelsior Mouscron                                     | Division 3 série B                                        | 6e/16                                                     |                                                           |
| 5                   | 1968-69 | R. Excelsior Mouscron                                     | Division 3 série B                                        | 11e/16                                                    |                                                           |
| 6                   | 1969-70 | R. Excelsior Mouscron                                     | Division 3 série A                                        | 5e/16                                                     |                                                           |
| 7                   | 1970-71 | R. Excelsior Mouscron                                     | Division 3 série B                                        | 2e/16                                                     |                                                           |
| 8                   | 1971-72 | R. Excelsior Mouscron                                     | Division 3 série A                                        | 16e/16                                                    | Relégué!                                                  |
| 9                   | 1972-73 | R. Excelsior Mouscron                                     | Promotion série B                                         | 7e/16                                                     |                                                           |
| 10                  | 1973-74 | R. Excelsior Mouscron                                     | Promotion série C                                         | 10e/16                                                    |                                                           |
| 11                  | 1974-75 | R. Excelsior Mouscron                                     | Promotion série A                                         | 13e/16                                                    |                                                           |
| 12                  | 1975-76 | R. Excelsior Mouscron                                     | Promotion série A                                         | 15e/16                                                    | Relégué!                                                  |
| séries provinciales |         |                                                           |                                                           |                                                           |                                                           |
| 13                  | 1979-80 | R. Excelsior Mouscron                                     | Promotion série A                                         | 6e/16                                                     |                                                           |
| 14                  | 1980-81 | R. Excelsior Mouscron                                     | Promotion série A                                         | 3e/16                                                     |                                                           |
| 15                  | 1981-82 | R. Excelsior Mouscron                                     | Promotion série A                                         | 7e/16                                                     |                                                           |
| 16                  | 1982-83 | R. Excelsior Mouscron                                     | Promotion série A                                         | 2e/16                                                     |                                                           |
| 17                  | 1983-84 | R. Excelsior Mouscron                                     | Promotion série A                                         | 10e/16                                                    |                                                           |
| 18                  | 1984-85 | R. Excelsior Mouscron                                     | Promotion série A                                         | 8e/16                                                     |                                                           |
| 19                  | 1985-86 | R. Excelsior Mouscron                                     | Promotion série C                                         | 2e/16                                                     |                                                           |
| 20                  | 1986-87 | R. Excelsior Mouscron                                     | Promotion série A                                         | 2e/16                                                     |                                                           |
| 21                  | 1987-88 | R. Excelsior Mouscron                                     | Promotion série A                                         | 8e/16                                                     |                                                           |
| 22                  | 1988-89 | R. Excelsior Mouscron                                     | Promotion série A                                         | 2e/16                                                     |                                                           |
| 23                  | 1989-90 | R. Excelsior Mouscron                                     | Promotion série A                                         | 1er/16                                                    | Champion et promu!                                        |
| 24                  | 1990-91 | R. Excelsior Mouscron                                     | Division 3 série A                                        | 1er/16                                                    | Champion et promu!                                        |
| 25                  | 1991-92 | R. Excelsior Mouscron                                     | Division 2                                                | 9e/16                                                     |                                                           |
| 26                  | 1992-93 | R. Excelsior Mouscron                                     | Division 2                                                | 6e/16                                                     |                                                           |
| 27                  | 1993-94 | R. Excelsior Mouscron                                     | Division 2                                                | 2e/16                                                     | Tour final!                                               |
| 28                  | 1994-95 | R. Excelsior Mouscron                                     | Division 2                                                | 4e/16                                                     | Tour final!                                               |
| 29                  | 1995-96 | R. Excelsior Mouscron                                     | Division 2                                                | 3e/16                                                     | Promu via tour final!                                     |
| 30                  | 1996-97 | R. Excelsior Mouscron                                     | Division 1                                                | 3e/18                                                     |                                                           |
| 31                  | 1997-98 | R. Excelsior Mouscron                                     | Division 1                                                | 10e/18                                                    |                                                           |
| 32                  | 1998-99 | R. Excelsior Mouscron                                     | Division 1                                                | 4e/18                                                     |                                                           |
| 33                  | 1999-00 | R. Excelsior Mouscron                                     | Division 1                                                | 4e/18                                                     |                                                           |
| 34                  | 2000-01 | R. Excelsior Mouscron                                     | Division 1                                                | 7e/18                                                     |                                                           |
| 35                  | 2001-02 | R. Excelsior Mouscron                                     | Division 1                                                | 6e/18                                                     |                                                           |
| 36                  | 2002-03 | R. Excelsior Mouscron                                     | Division 1                                                | 13e/18                                                    |                                                           |
| 37                  | 2003-04 | R. Excelsior Mouscron                                     | Division 1                                                | 5e/18                                                     |                                                           |
| 38                  | 2004-05 | R. Excelsior Mouscron                                     | Division 1                                                | 13e/18                                                    |                                                           |
| 39                  | 2005-06 | R. Excelsior Mouscron                                     | Division 1                                                | 13e/18                                                    |                                                           |
| 40                  | 2006-07 | R. Excelsior Mouscron                                     | Division 1                                                | 10e/18                                                    |                                                           |
| 41                  | 2007-08 | R. Excelsior Mouscron                                     | Division 1                                                | 11e/18                                                    |                                                           |
| 42                  | 2008-09 | R. Excelsior Mouscron                                     | Division 1                                                | 11e/18                                                    |                                                           |
| 43                  | 2009-10 | R. Excelsior Mouscron                                     | Division 1                                                | 16e/16                                                    | Forfait général!                                          |
| X                   | 2009    | Le club déclare forfait général et est radié en décembre. | Le club déclare forfait général et est radié en décembre. | Le club déclare forfait général et est radié en décembre. | Le club déclare forfait général et est radié en décembre. |

## Personnalités du club

### Présidents
- Jean-Pierre Detremmerie
- Edward Van Daele
- Francis D'Haese
- Philippe Dufermont
- Jacques Vandewalle

### Entraîneurs
| - 1964-1965 : Rixhon - 1965-1968 : Albert Dubreucq - 1968-1969: Pintie - 1969-1971: Jules Bigot - 1971-1972: Jules Vandooren - Orlans - 1972-1973: Desreumaux - 1973-1975: Stockman - 1975-1976: Baert - 1976-1977: Terras - 1977-1978: Albert Dubreucq - 1978-1980: Cornil |  | - 1980-1981 : Baert - 1981-1982 : Verriest - Baert - 1982-1984 : Baert - 1984-1985 : Kinsabil - 1985-1987 : Stockman - 1987-1988 : Stockman - Besenger - 1988-1989 : Ellegeert - 1989-1990 : Ellegeert - Van Maldeghem - 1990-1995 : Van Maldeghem - 1995-1996 : Georges Leekens - 1996-1997 : Georges Leekens - Gil Vandenbrouck |  | - 1997-2002 : Hugo Broos - 2002-2003 : Lorenzo Staelens - 2003-2004 : Georges Leekens - 2004-2005 : Philippe Saint-Jean - Geert Broeckaert - 2005-2006 : Geert Broeckaert - Gil Vandenbrouck - Paul Put - Gil Vandenbrouck - 2006-2007 : Gil Vandenbrouck - Ariel Jacobs - 2007-2008 : Marc Brys - Enzo Scifo - 2008-2009 : Enzo Scifo - 2009-nov.2009 : Miroslav Đukić - nov.2009-déc.2009 : Hans Galjé |

### Quelques anciens joueurs
- Demba Ba
- Walter Baseggio
- Samir Beloufa
- Jonathan Blondel
- Marco Casto
- Adnan Custovic
- Koen De Vleeschauwer
- Zvonimir Deranja
- Christophe Grégoire
- Nenad Jestrovic
- Axel Lawarée
- Dominique Lemoine
- Christophe Lepoint
- Maxime Lestienne
- Tonči Martić
- Émile Mpenza
- Mbo Mpenza
- Luigi Pieroni
- Stefaan Tanghe
- Franky Vandendriessche
- Yves Vanderhaeghe
- Gonzague Vandooren
- Gordan Vidovic
- Mark Volders
- Marcin Zewlakow
- Michal Zewlakow

#### Récompenses individuelles
- Soulier d'ébène belge
  - 1997 : Émile Mpenza

- Meilleur buteur de première division
  - 2004 : Luigi Pieroni

- Gardien de l'année
  - 2002 : Franky Vandendriessche.

- Jeune Pro de l'année
  - 1997 : Émile Mpenza.

## Parcours européen
Adversaires rencontrés :  Apollon Limassol,  FC Metz,  Fylkir Reykjavik,  Slavia Prague

## Supporters
Il existait deux groupes de supporteurs à Mouscron : le premier, fondé en 1996, le Kop les Canonniers et le deuxième, les REM Fanatics fondé en 2004 avec une mentalité plus latine.